# Edgard Amorim
Edgard Amorim (Rio de Janeiro, 9 de fevereiro de 1962) é um ator brasileiro, com mais de vinte anos de carreira na televisão, no teatro e no cinema.
Seus papéis mais marcantes são em duas novelas de Sílvio de Abreu, Deus nos Acuda, de 1992, em que viveu Jasão, que se envolvia com Yeda Bismark (Tatiana Issa), filha do protagonista Otto Bismark (Francisco Cuoco), e em 1995, participou da novela A Próxima Vítima, como Miroldo, o assistente do investigador Olavo (Paulo Betti), que desvendava os mistérios da novela.
Participou, em papéis menores, de outras produções, como Araponga e Rainha da Sucata, assim como em vários episódios do Você Decide, bem como do filme Olga, de Jayme Monjardim.

## Filmografia

### Televisão
As produções para televisão que Edgard atuou são:[carece de fontes?]
| Ano     | Título                                          | Papel              | Nota                                                             |
| ------- | ----------------------------------------------- | ------------------ | ---------------------------------------------------------------- |
| 2019    | Filhos da Pátria                                | Sargento Nunes     | Episódios: "Homem da Mala" "Pavão Misterioso" "Vossa Excelência" |
| 2019    | O Mecanismo                                     | Corregedor         | Episódios: "De Onde Vêm a Lama?" "Del Este"                      |
| 2015    | Milagres de Jesus                               | Pôncio Pilatos     | Episódio: "A Crucificação"                                       |
| 2014    | Os Homens São de Marte... E É Pra Lá que Eu Vou | Mauro              |                                                                  |
| 2011    | Histórias do Brasil                             | Walter             | Episódio: "Propaganda e Repressão"                               |
| 2011    | Insensato Coração                               | Edgar              | Participação                                                     |
| 2009    | Força-Tarefa                                    | Ciro               | Episódio: "Carga Pesada"                                         |
| 2008    | Casos e Acasos                                  | Luiz Henrique      | Episódio: "A Câmera Escondida, o Chá de Fralda e o Porta-Mala"   |
| 2008    | Cilada                                          | Motorista do carro | Episódio: "Carro"                                                |
| 2008    | Beleza Pura                                     | Delegado           | Participação Especial                                            |
| 2006    | Paixões Proibidas                               | Aníbal Setúbal     |                                                                  |
| 2005-07 | Mandrake                                        | Zé Carlos          |                                                                  |
| 2001    | As Filhas da Mãe                                | Setembrino         | Participação especial                                            |
| 1998    | Caça Talentos                                   | Berenice/Bentão    | Episódio: "Nos Embalos da Cinderela"                             |
| 1995    | A Próxima Vítima                                | Miroldo (Miro)     |                                                                  |
| 1995    | Engraçadinha: Seus Amores e Seus Pecados        | Reporter           |                                                                  |
| 1995    | Não Fuja da Raia                                |                    | Especial de fim de ano                                           |
| 1992    | Você Decide                                     | Almir              | Episódio: "O Golpe"                                              |
| 1992    | Deus Nos Acuda                                  | Jasão              |                                                                  |
| 1990    | Araponga                                        | Peracinho          |                                                                  |
| 1990    | Desejo                                          | Mário Barbedo      |                                                                  |
| 1990    | Rainha da Sucata                                | Fernando Silva     |                                                                  |

### Cinema
| Ano  | Título               | Papel         | Nota |
| ---- | -------------------- | ------------- | ---- |
| 2009 | Bela Noite Para Voar | Renato        |      |
| 2004 | Olga                 | Agildo Barata |      |